# 脲基甲酸
脲基甲酸（英語： 或 Carbamoylcarbamic acid），结构简式：H2NC(O)NHCO2H，是一种尿素衍生物，双缩脲可视为其对应的酰胺，可由尿素与碳酸氢钠合成：
H2NC(O)NH2  +  NaHCO3  →  H2NC(O)NHCO2H  +  NaOH